# Rothenbuch
Rothenbuch ist eine Gemeinde im unterfränkischen Landkreis Aschaffenburg.
Sie ist Teil des Naturparks Spessart.

## Geographie

### Geografische Lage
Die Gemeinde  liegt in der Region Bayerischer Untermain, im Herzen von Deutschlands größtem Mischwaldgebiet, dem Spessart. Zur Gemeinde Rothenbuch zählen auch die etwa 8 bzw. 9 km entfernten Weiler Lichtenau und Erlenfurt im Hafenlohrtal, die die Postleitzahl 63860 der Gemeinde Hafenlohr (Kreis Main-Spessart) tragen, sich jedoch noch im Landkreis Aschaffenburg befinden. Rothenbuch weist eine verkehrsgünstige Lage zwischen den Rhein-Main-Gebiet mit dessen Metropole Frankfurt am Main und der Region Würzburg auf. Die nächstgelegene Stadt ist Lohr am Main im Osten. Den Flughafen Frankfurt erreicht man in ca. 35 Minuten, nächstgelegener ICE-Bahnhof ist Aschaffenburg (20 Minuten). Der topographisch höchste Punkt der Gemeindegemarkung befindet sich mit 470 m ü. NHN (Lage) südöstlich des Ortes, an einem Nebengipfel des Königsbergs, der niedrigste liegt in der Nähe von Erlenfurt an der Hafenlohr auf 231 m ü. NHN (Lage).

### Gemeindegliederung
Es gibt vier Gemeindeteile:
- Rothenbuch (Pfarrdorf)

- Erlenfurt (Weiler, PLZ: 97840, Vorwahl: 09352)
- Lichtenau (Weiler, PLZ: 97840, Vorwahl: 09352)
- Steinmühle (Einöde, PLZ: 97840, Vorwahl: 09352)

Es gibt nur die Gemarkung Rothenbuch.

### Nachbargemeinden
|                                            | Rothenbucher Forst (Gemeindefreies Gebiet)  |                                                        |
| Rothenbucher Forst (Gemeindefreies Gebiet) | Kompassrose, die auf Nachbargemeinden zeigt | Rothenbucher Forst (Gemeindefreies Gebiet)             |
| Gemeinde Weibersbrunn                      | Rohrbrunner Forst (Gemeindefreies Gebiet)   | Fürstlich Löwensteinscher Park (Gemeindefreies Gebiet) |

## Name

### Etymologie
Der ursprüngliche Name Rodenboychen besteht aus den althochdeutschen Wörtern rod und poiche und bedeutet Rotbuche.

### Frühere Schreibweisen
Frühere Schreibweisen des Ortes aus diversen historischen Karten und Urkunden:
| - 1318 Rodenboychen - 1342 Rodenboich - 1477 Rottenbuch - 1511 Rotenbuch | - 1532 Rottenbuch - 1559 Rodenbuch - 1686 Rothenbuch |

## Geschichte

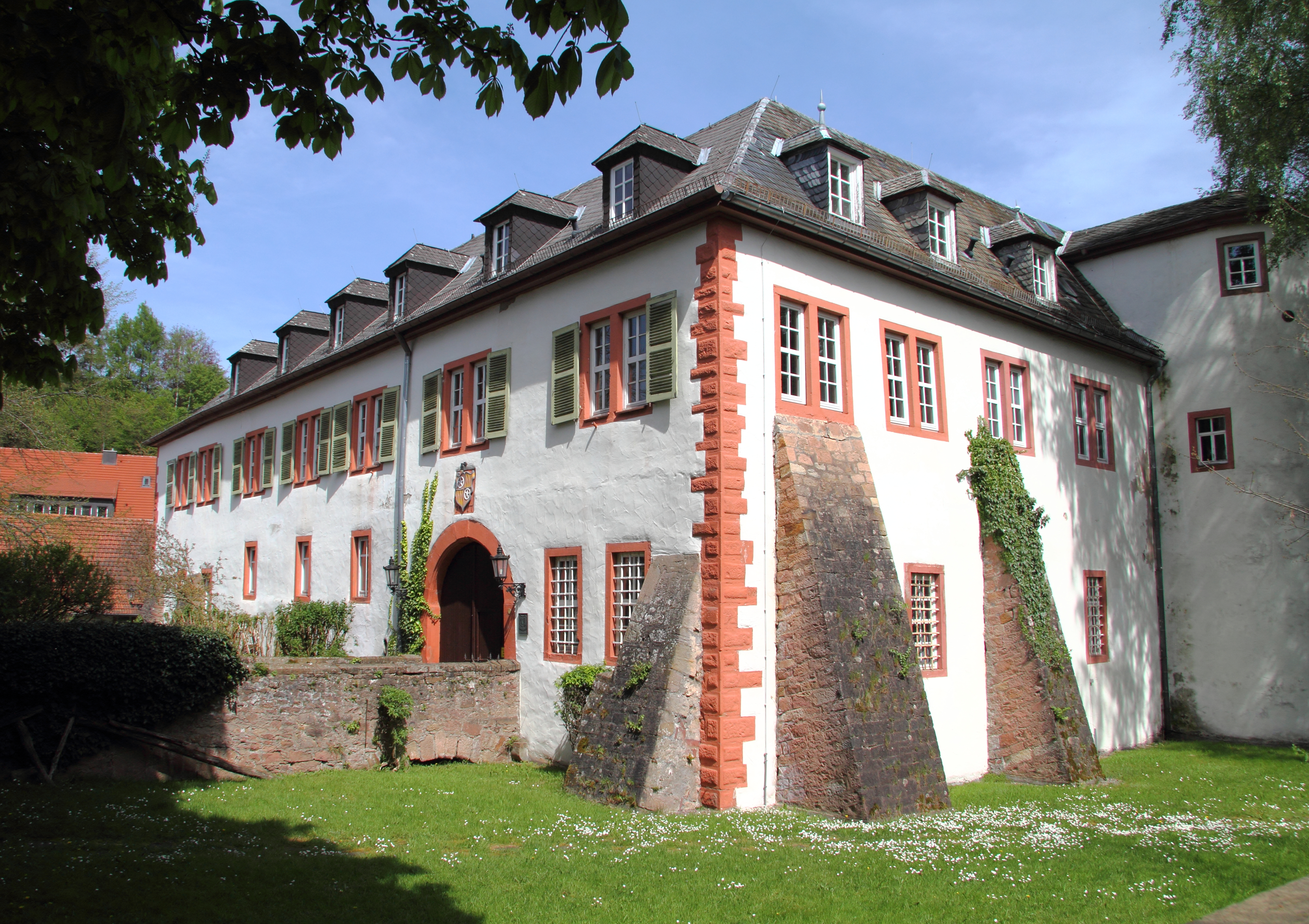
Schloss Rothenbuch

### Bis zum 19. Jahrhundert
Rothenbuch gehört zu den ältesten und bedeutendsten Orten des Innerspessarts. Die erste urkundliche Erwähnung „zuo den Rodenboychen“ stammt aus dem Jahr 1318, als der Mainzer Erzbischof Peter von Aspelt und der Würzburger Bischof Gottfried III. von Hohenlohe hier einen Vertrag über die Zusammenarbeit in Sicherheitsfragen abschlossen.
Im Jahre 1342 wurde, an der Quelle der Hafenlohr, mit dem Bau eines Schlosses in Rothenbuch begonnen. Die ersten Bewohner dürften als Jagdfröner beim Schloss angesiedelt worden sein. Im Bauernkrieg 1525 wurde das Schloss stark beschädigt bzw. zerstört. 1566 wurde das Schloss auf Weisung des Mainzer Kurfürsten Daniel Brendel von Homburg wiederaufgebaut und erweitert.
Eine erste Abbildung Rothenbuchs findet sich auf einer der ältesten existierenden Spessartkarten, der so genannten Pfinzigkarte aus dem Jahre 1594.
Seine größte politische Bedeutung erlangte Rothenbuch durch die Entstehung der Amtskellerei Rothenbuch, einer Finanz- und Verwaltungsbehörde für 14 Orte des Hochspessarts. 1782 wird Rothenbuch zum Sitz der Amtsvogtei erklärt. Das Amt des Erzstifts Mainz fiel mit diesem im Reichsdeputationshauptschluss 1803 an das neugebildete Fürstentum Aschaffenburg, mit welchem es 1814 (nun ein Departement des Großherzogtum Frankfurt) zu Bayern kam. Am 3. Juni 1814 wurde Rothenbuch Sitz eines Kgl. Bayerischen Landgerichts, das 1879 wieder aufgelöst wurde.
Im Jahr 1862 wurde das Bezirksamt Aschaffenburg gebildet, auf dessen Verwaltungsgebiet Rothenbuch lag. Am 1. Januar 1880 kam Rothenbuch jedoch anlässlich der Reform des Zuschnitts der bayerischen Bezirksämter zum Bezirksamt Lohr am Main.
In Rothenbuch wirkte Michael Schmerbach (1824–1886), genannt Bachel, aus Dettelbach und Verfasser der Bacheliade, ein ehemaliger Assistent Rudolf Virchows, als praktischer Arzt.

### 20. Jahrhundert
Wie überall im Deutschen Reich wurde 1939 die Bezeichnung Landkreis eingeführt. Rothenbuch war nun eine der 26 Gemeinden im Landkreis Lohr am Main. Mit der Auflösung des Landkreises Lohr kam Rothenbuch am 1. Juli 1972 in den neu gebildeten Landkreis Aschaffenburg.

### Verwaltungsgemeinschaft
Vom 1. Mai 1978 bis 31. Dezember 1993 bildete Rothenbuch mit Waldaschaff die Verwaltungsgemeinschaft Waldaschaff; die Gemeinde Weibersbrunn gehörte der Körperschaft zusätzlich vom 1. Mai 1978 bis 31. Dezember 1979 an. Am 1. Januar 1994 erhielt Rothenbuch als Einheitsgemeinde wieder die volle gemeindliche Selbstständigkeit mit eigener Verwaltung.

### Einwohnerstatistik
- 1900: 0993 Einwohner
- 1950: 1476 Einwohner
- 1961: 1330 Einwohner
- 1970: 1470 Einwohner
- 1991: 1798 Einwohner
- 1995: 1884 Einwohner
- 2000: 1890 Einwohner
- 2005: 1920 Einwohner
- 2010: 1878 Einwohner
- 2015: 1764 Einwohner
- 2020: 1761 Einwohner

Im Zeitraum 1988 bis 2018 stieg die Einwohnerzahl von 1583 auf 1772 um 189 Einwohner bzw. um 11,9 %. 2007 hatte die Gemeinde 1947 Einwohner.
Quelle: BayLfStat
Die Anzahl der Kirchenaustritten hat zugenommen von 1 % der Gesamtbevölkerung im Jahr 2021 (und 2020) auf 2 % im vergangenen Jahr.

## Politik

### Gemeinderat
Der Gemeinderat hat 12 Mitglieder zuzüglich des Ersten Bürgermeisters. Die Parteien beziehungsweise Wählergruppen erhielten folgende Mandate:
|      | SPD | CSU | Freie Bürger | Gesamt                    |
| 2020 | 6   | 4   | 2            | 12 Gemeinderatsmitglieder |
| 2014 | 6   | 3   | 3            | 12 Gemeinderatsmitglieder |

(Stand: Kommunalwahl am 15. März 2020)

### Bürgermeister
Seit 1. Mai 2020 ist Markus Fäth (SPD) Erster Bürgermeister. Dieser wurde am 15. März 2020 mit 94,3 % der Stimmen gewählt, die Wahlbeteiligung betrug 75,9 %. Der Vorgänger war vom 1. Mai 2002 bis 30. April 2020 Gerhard Aulenbach (SPD); bei seiner letzten Wiederwahl am 16. März 2014 erhielt er 94,5 % der Stimmen.

### Wappen
| Wappen Gde. Rothenbuch | Blasonierung: „Geteilt von Gold und Rot; oben nebeneinander eine rote Buche und ein rotes Hirschgeweih, unten ein silbernes sechsspeichiges Rad.“                                                  |
| Wappen Gde. Rothenbuch | Wappenbegründung: Das Mainzer Rad weist auf die knapp 500-jährige Zugehörigkeit Rothenbuchs zum Kurfürstentum und Erzbistum Mainz hin. Die Buche und das Hirschgeweih symbolisieren Wald und Jagd. |

## Kultur und Sehenswürdigkeiten

### Schloss Rothenbuch

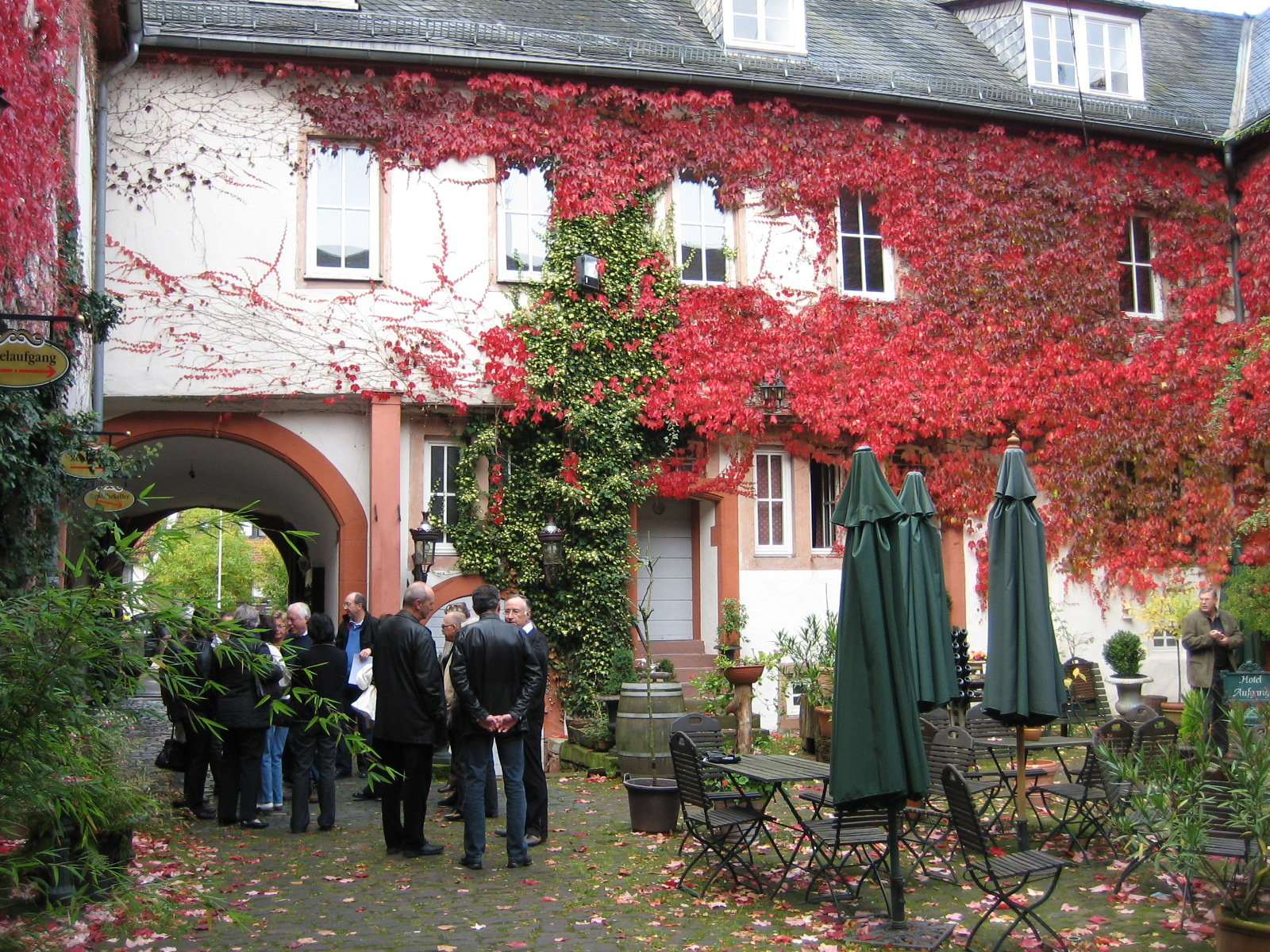
Teilansicht des Innenhofes von Schloss Rothenbuch

Das Schloss wird in einer Urkunde vom 3. Juli 1318 erstmals erwähnt. Beim heutigen Gebäude handelt es sich um ein ehemaliges Jagdschloss, das nach Plänen von Daniel Brendel von Homburg im Jahr 1567 gebaut wurde. Die Anlage mit vier Flügeln weist einen rechteckigen Innenhof mit einem polygonalen Treppenturm im Nordbau auf. Dass es sich ursprünglich um ein Wasserschloss gehandelt hat, wird an den beiden Zugangsbrücken deutlich. Im Schlossgraben entspringt die Hafenlohr, die den Wassergraben und auch die nahen fischreichen kleineren Seen füllte. Das Schloss diente als zentraler Verwaltungssitz im Spessart und war über zwei Jahrhunderte hinweg Gericht für 14 umliegende Ortschaften. Von 1994 bis heute wurde es als Hotel genutzt. Seit 2017 wird es als Seminarhaus für Unternehmensveranstaltungen vermarktet.

### Baudenkmäler
- Das Forsthaus aus dem Jahre 1576 wurde nach sechsjähriger Renovierung im Oktober 2013 vom staatlichen Forstbetrieb wieder übernommen.[12]

### Weitere Attraktionen

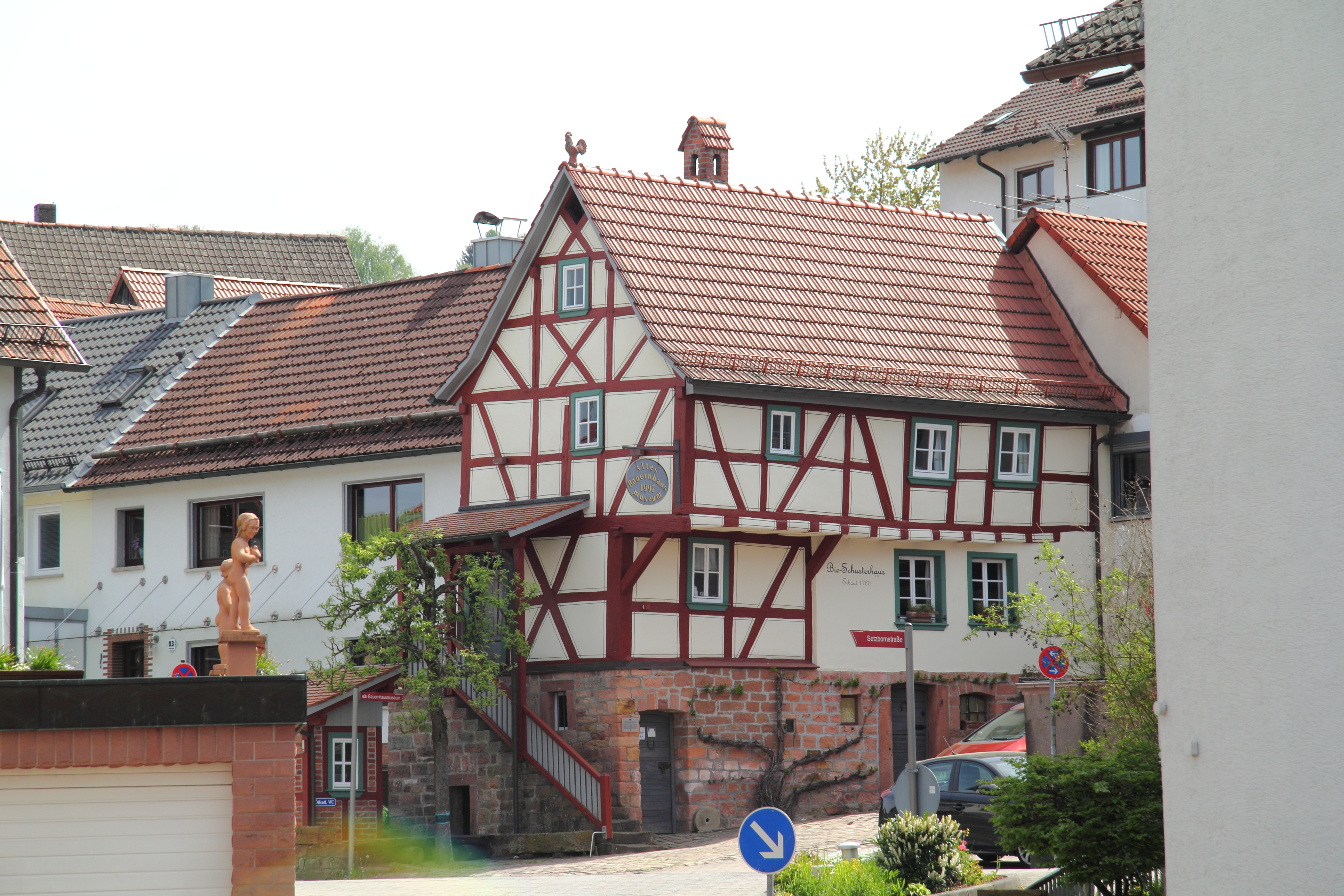
Heimatmuseum "Altes Bauernhaus"

- Europäischer Kulturwanderweg des Archäologischen Spessartprojekts[13]
- Heimatmuseum "Altes Bauernhaus"
- Im Rothenbucher Forst befinden sich die imposantesten Eichenbestände Deutschlands. Die Waldabteilung Heisterblock ist der größte und älteste Eichenwald Mitteleuropas.
- Überregional bekannt und sehenswert ist der, am ersten Adventswochenende stattfindende, Historische Weihnachtsmarkt mit mehr als 15.000 Besuchern. Die Stadtzeitung Aschaffenburg beschrieb den Weihnachtsmarkt in Rothenbuch mit der Bemerkung „Hier fühlt sich der Weihnachtsmann wie zu Hause“ als schönsten Weihnachtsmarkt am gesamten bayerischen Untermain.

## Wirtschaft und Infrastruktur

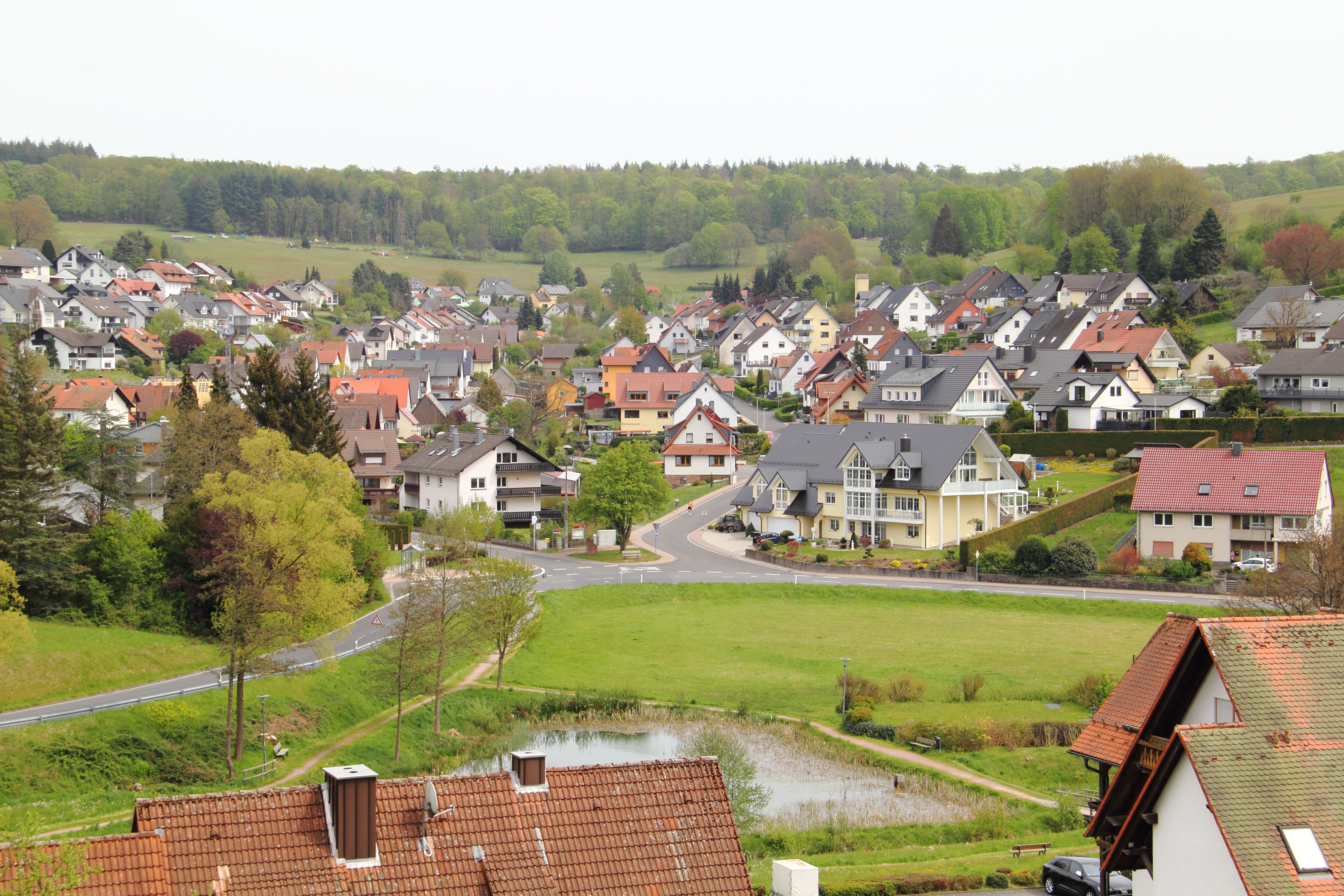
Blick auf Rothenbuch vom Tiergartenberg

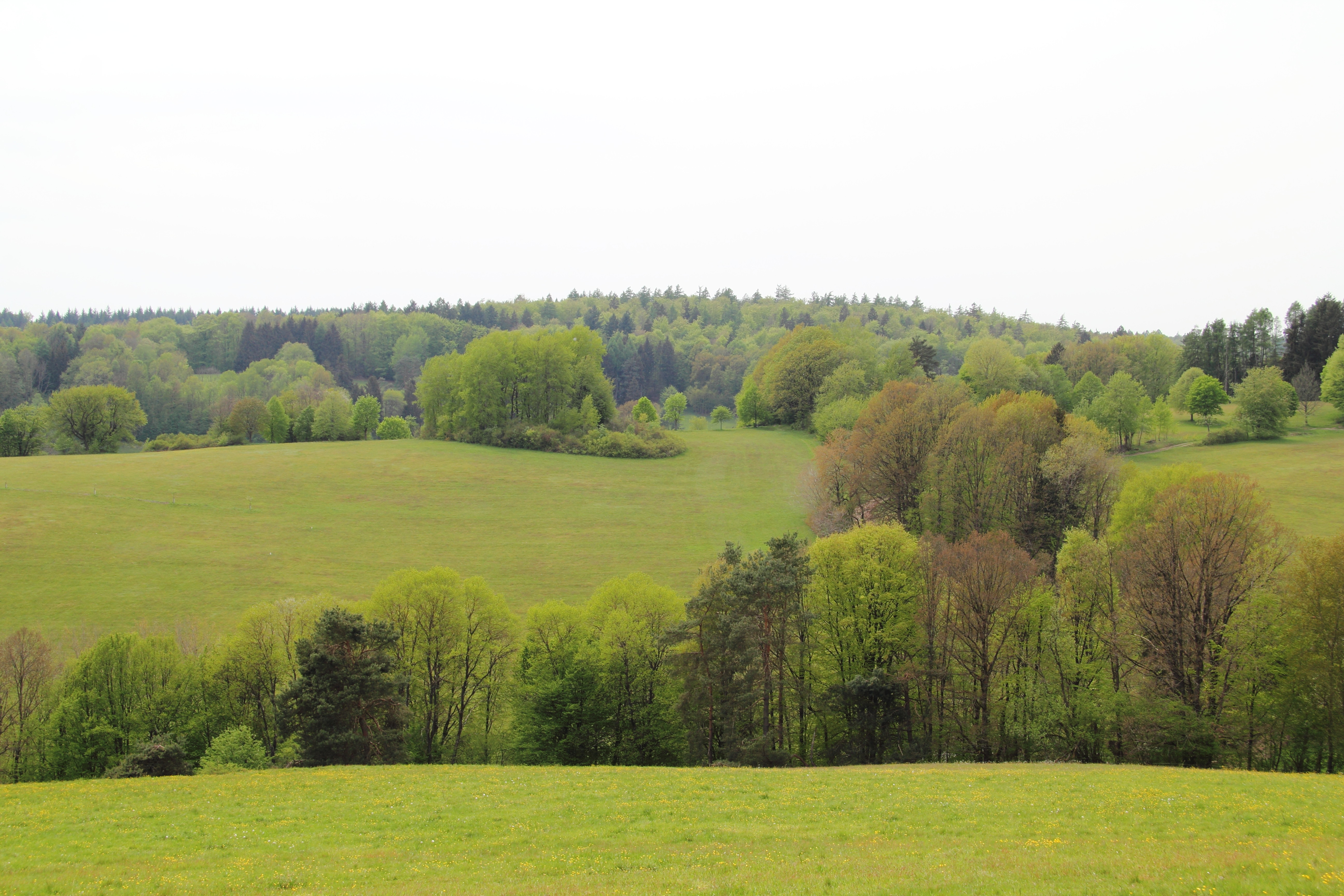
Rothenbucher Forst

Die Gemeindesteuereinnahmen betrugen im Jahr 2021 1.742.000 €. Im Jahr 2022 erzielte Rothenbuch Einnahmen aus der Gewerbesteuer in Höhe von 505 Tausend Euro. Mit einem Gewerbesteuerhebesatz von 340 % liegt die Gemeinde unter dem durchschnittlichen Gewerbesteuerhebesatz Deutschlands. Dieser beträgt 407 % (Stand: 2023).
Die Pro-Kopf-Verschuldung der Gemeinde beträgt 809 €.

### Wirtschaft einschließlich Land- und Forstwirtschaft
Es gab 2021 nach der amtlichen Statistik im produzierenden Gewerbe 61 und im Bereich Handel, Verkehr und Gastgewerbe 45 sozialversicherungspflichtig Beschäftigte am Arbeitsort. In sonstigen Wirtschaftsbereichen waren am Arbeitsort 96 Personen sozialversicherungspflichtig beschäftigt. Sozialversicherungspflichtig Beschäftigte am Wohnort gab es insgesamt 795.
Die Statistik für das Jahr 2021 weist einen Pendlersaldo von −699 Personen aus. Im Bauhauptgewerbe existieren zwei und im Baunebengewerbe drei Betriebe. Zudem bestanden 2020 sieben landwirtschaftliche Betriebe mit einer landwirtschaftlich genutzten Fläche von 174 ha als Dauergrünfläche.

### Verkehr
Rothenbuch liegt 7 Kilometer von der Bundesautobahn 3 (Ausfahrt Weibersbrunn) entfernt. Die Bundesstraße 26 Aschaffenburg-Würzburg verläuft in einer Entfernung von 3 Kilometern.
Rothenbuch wird mit Bussen von Aschaffenburg und Lohr bedient.

### Bildung
Es gibt folgende Einrichtungen (Stand: 2022):
- 1 Kindergarten: 104 Kindergartenplätze mit 95 Kindern
- 1 Volksschule: 5 Lehrer und 70 Schüler[16]

## Söhne und Töchter der Gemeinde
- Johann Adam Hasenstab (* 21. September 1716 in Rothenbuch; † 3. Juni 1773 bei Schollbrunn), bekanntester Wilderer und Sagengestalt des Spessarts.
- Pater Augustin Krimm OSB (* 2. August 1869 in Rothenbuch; † 25. Mai 1930 in Ottobeuren), Prior des Benediktinerstiftes Ottobeuren. Umstritten wegen früher Kontakte zur NSDAP, u. a. einer von der zuständigen Diözesanadministration im letzten Moment verhinderten Konsekration von SA-Standarten am 19. August 1923.
- Carl Brand (* 21. August 1893 in Rothenbuch; † 2. April 1945 in Lohr am Main), Allgemeinmediziner und NS-Opfer. Brand wollte in den letzten Tagen des Zweiten Weltkriegs die unterfränkische Stadt Lohr am Main, in der er sich damals beruflich aufhielt, kampflos den US-amerikanischen Truppen übergeben und damit die sinnlose Zerstörung der Stadt verhindern. Sein Vorhaben wurde gerüchteweise bekannt, er wurde von der Gestapo verhaftet und nach einem Standgerichtsurteil erschossen. Daran erinnert seit 1979 ein Gedenkstein in Lohr. In Rothenbuch wurden 1980 und in Lohr 2008 Straßen nach ihm benannt.[17]
- Rudolf Hasenstab (* 17. Juni 1932 in Rothenbuch), Professor für Moraltheologie und Sozialethik an der Katholischen Universität Eichstätt-Ingolstadt 1977–1998. Ehrenbürger der Gemeinde Eitensheim.

## Kurioses
Aus Telefonbucheinträgen geht hervor, dass etwa zehn Prozent der Einwohner den Namen „Hasenstab“ führt.

## Auszeichnungen
- 2005 Landkreissieger Wettbewerb „Unser Dorf hat Zukunft“
- 2006 2. Platz in Unterfranken Wettbewerb „Unser Dorf hat Zukunft“
- 2006 Landkreissieger Wettbewerb „Lebendiges Grün in Stadt und Land“
- 2006 „Schönster Weihnachtsmarkt am bayerischen Untermain“ (lt. Stadtzeitung Aschaffenburg)
- 2008 Landkreissieger Wettbewerb „Unser Dorf hat Zukunft“
- 2009 1. Platz in Unterfranken Wettbewerb „Unser Dorf hat Zukunft“[18]
- 2009 Silbermedaille auf bayerischer Landesebene „Unser Dorf hat Zukunft“[19]
- 2016 Landkreissieger Wettbewerb „Unser Dorf hat Zukunft“[20]